# Khaled Kabbani
Pour les articles homonymes, voir Kabbani.
Khaled Kabbani (né à Beyrouth en 1945) est un homme politique et un ancien magistrat libanais.
Un candidat pour le poste de premier ministre.

## Biographie
Il a participé aux coulisses des négociations à Taëf en 1989 auprès du Président du parlement Hussein Husseini.
Magistrat réputé, ancien membre du Conseil d’État (1975-1994 et 2000-2001) et du Conseil Constitutionnel (1994-2000), il est nommé ministre de la Justice en avril 2005 au sein du cabinet de Najib Mikati. C’est Kabbani qui signe l’accord avec les Nations unies qui met en place la commission d’enquête internationale sur l’assassinat de Rafiq Hariri.
Proche du Courant du Futur, il devient ministre de l’Education et de l'Enseignement supérieur au sein du gouvernement de Fouad Siniora formé en juillet 2005. En juillet 2008, il reste au gouvernement, mais perd son portefeuille au profit de Bahia Hariri.
Le gouvernement de Saad Hariri le nomme fin 2009 à la présidence de l'inspection centrale de la fonction publique.